# Vivian Cheruiyotová
Vivian Cheruiyotová (* 11. září 1983) je keňská atletka, běžkyně, která se věnuje středním a dlouhým tratím. Je dvojnásobnou mistryní světa v běhu na 5000 i 10 000 metrů.

## Sportovní kariéra
V roce 1999 získala na prvním ročníku mistrovství světa do 17 let v Bydhošti bronzovou medaili v závodě na 3000 metrů. O rok později reprezentovala na letních olympijských hrách v Sydney, kde doběhla na pětikilometrové trati ve finále na posledním, čtrnáctém místě. V roce 2002 vybojovala bronz (5000 m) na juniorském mistrovství světa v Kingstonu. Na olympiádě v Pekingu skončila v běhu na 5000 metrů pátá v čase 15:46,32.
V únoru 2012 byla v Londýně vyhlášena nejlepší sportovkyní světa za rok 2011 a převzala světovou sportovní cenu Laureus.
Na olympiádě v Londýně v roce 2012 vybojovala stříbrnou medaili v běhu na 5 000 metrů a bronzovou na dvojnásobné trati. V roce 2015 se stala mistryní světa v běhu na 10 000 metrů. V Rio de Janeiro v roce 2016 se stala olympijskou vítězkou v běhu na 5000 metrů, na dvojnásobné trati skončila druhá.

## Osobní rekordy
Její osobní rekord na pětikilometrové trati ji řadí na třetí místo v historických tabulkách. Rychleji zaběhly tuto trať jen Etiopanky Meseret Defarová (14:12,88) a Tiruneš Dibabaová (14:11,15).
- 3000 m (venku) – 8:28,66 – 23. září 2007, Stuttgart
- 5000 m (venku) – 14:20,87 – 29. červenec 2011, Stockholm

## Vyznamenání
- Řád velkého válečníka Keni – Keňa[2]